# Lados B
Lados B es un álbum recopilatorio del cantautor guatemalteco Ricardo Arjona publicado en 2003. Este álbum incluye canciones que, a pesar de estar entre las favoritas de Ricardo, contaron con muy poca o nula difusión en la radio. También se incluye la canción "A cara o cruz", que había aparecido solamente en la versión española del álbum Galería Caribe.

## Lista de canciones
Todas las canciones escritas y compuestas por Ricardo Arjona. 
| N.º | Título                                                          | Duración |  |
| 1.  | «Sólo quería un café - (Galería Caribe)»                        | 3:50     |  |
| 2.  | «Tarde (Sin daños a terceros) - (Sin daños a terceros)»         | 4:16     |  |
| 3.  | «Animal nocturno - (Animal nocturno)»                           | 3:51     |  |
| 4.  | «Aún te amo (Carta n.º 1) - (Si el norte fuera el sur)»         | 3:32     |  |
| 5.  | «Ayúdame, Freud - (Historias)»                                  | 6:42     |  |
| 6.  | «Del otro lado del sol - (Historias)»                           | 4:42     |  |
| 7.  | «Lo poco que queda de mí (Versión Acústica) - (Galería Caribe)» | 4:33     |  |
| 8.  | «Receta - (Galería Caribe)»                                     | 4:52     |  |
| 9.  | «Duerme - (Si el norte fuera el sur)»                           | 5:03     |  |
| 10. | «Vientre de cuna - (Sin daños a terceros)»                      | 3:27     |  |
| 11. | «Abarrotería de amor - (Si el norte fuera el sur)»              | 3:40     |  |
| 12. | «Pensar en ti (versión acústica) - (Galería Caribe)»            | 4.02     |  |
| 13. | «Tú - (Si el norte fuera el sur)»                               | 4:27     |  |
| 14. | «A cara o cruz - (Galería Caribe)»                              | 3:44     |  |